# Trutbådan (vid Rankelön, Malax)
Trutbådan är en ö i Finland. Den ligger i Norra kvarken och i kommunen Malax i landskapet Österbotten, i den västra delen av landet. Ön ligger omkring 26 kilometer sydväst om Vasa och omkring 360 kilometer nordväst om Helsingfors.
Öns area är 11,4 hektar och dess största längd är 0,6 kilometer i nord-sydlig riktning.